# 鍛冶屋線
鍛冶屋線（日语：／ Kajiya sen */?）曾經是一條連結日本兵庫縣西脇市的野村駅（現在的西脇市站）至同縣多可郡中町（現在的多可町中區）的鍛冶屋站，屬於西日本旅客鐵道（JR西日本）的鐵路線（地方交通線）。

## 概要

### 路線資料
- 管轄（事業類別）：西日本旅客鐵道（第一種鐵道事業者）
- 路線距離（營業距離）：13.2公里
- 軌距：1067毫米
- 站數：7個（包括起終點站）
- 複線路段：沒有（全線單線）
- 電氣化路段：沒有（全線非電氣化（日语：非電化））

## 車站列表
- 站名、所在地以廢除前為準。所有車站都位於兵庫縣。中町在2005年成為多可町。野村站在鍛冶屋線廢除後1990年4月1日改稱西脇市站。
- 軌道（全線單線） … ◇：可進行列車交會，｜：不可列車交會

| 中文站名 | 日文站名 | 英文站名 | 站間距離 | 營業距離 | 接續路線                 | 軌道 | 所在地     |
| -------- | -------- | -------- | -------- | -------- | ------------------------ | ---- | ---------- |
| 野村     |          |          | -        | 0.0      | 西日本旅客鐵道：加古川線 | ◇    | 西脇市     |
| 西脇     |          |          | 1.6      | 1.6      |                          | ◇    | 西脇市     |
| 市原     |          |          | 3.1      | 4.7      |                          | ｜   | 西脇市     |
| 羽安     |          |          | 2.3      | 7.0      |                          | ｜   | 西脇市     |
| 曾我井   |          |          | 1.8      | 8.8      |                          | ｜   | 多可郡中町 |
| 中村町   |          |          | 2.1      | 10.9     |                          | ｜   | 多可郡中町 |
| 鍛冶屋   |          |          | 2.3      | 13.2     |                          | ｜   | 多可郡中町 |

## 延伸閱讀
- 神戸新聞総合出版センター. . 2005: pp. 114–121. ISBN 4-343-00322-1.